# Alexandra Makarová
Alexandra Makarová (*  1985 in Košice) ist eine slowakisch-österreichische Drehbuchautorin und Regisseurin.

## Leben
Alexandra Makarová wurde 1985 in eine aus Russland und Griechenland stammende Künstlerfamilie hineingeboren. Ihre Mutter ist die Malerin Saša Makarová. Makarová wuchs zunächst bei ihren Großeltern, dem Maler und Drehbuchautor Štefan Makara, und der Drehbuchautorin Soňa Makarová auf. 1991 zog sie zu ihrer Mutter nach Wien.
Alexandra Makarová studierte Drehbuch und Regie am Filmcollege Wien. Ihre Filme wurden auf internationalen Filmfestivals gezeigt. Zerschlag mein Herz, ein Drama über in Wien bettelnde slowakische Roma, war ihr erster Langspielfilm und gewann Preise u. a. für Drehbuch, Regie und auch die Romy für die beste Produktion 2019.
Makarová lebt und arbeitet als Filmemacherin in Wien und Berlin. Seit 2012 ist sie mit dem österreichischen Schauspieler Simon Schwarz liiert, mit dem sie eine gemeinsame Tochter hat. Im Mai 2024 gab Schwarz bekannt, dass er und Makarovà mittlerweile verheiratet sind.

## Filmographie
- 2011: An einem anderen Tag (Kurzspielfilm)
- 2013: Sola (Kurzspielfilm)
- 2018: Zerschlag mein Herz
- 2025: Perla